# Todokanai ai to sitteita no ni oszaekirezu ni aisicuzuketa...
A Todokanai ai to sitteita no ni oszaekirezu ni aisicuzuketa... (届カナイ愛ト知ッテイタノニ抑エキレズニ愛シ続ケタ…; Hepburn: Todokanai Ai to Shitteita no ni Osaekirezu ni Aishitsuzuketa...) Gackt japán énekes kislemeze, mely 2005. augusztus 10-én jelent meg a Nippon Crown kiadónál. Harmadik helyezett volt az Oricon heti slágerlistáján és kilenc hétig szerepelt rajta. A Japán Hanglemezgyártók Szövetsége aranylemezzé nyilvánította. A dal a Keijaku Kekkon (契約結婚; Hepburn: Keiyaku Kekkon) című televíziós sorozat betétdala volt.

## Számlista
| #  | Cím | Hossz |
| -- | --- | ----- |
| 1. | Todokanai ai to sitteita no ni oszaekirezu ni aisicuzuketa... (届カナイ愛ト知ッテイタノニ抑エキレズニ愛シ続ケタ…; Hepburn: Todokanai Ai to Shitteita no ni Osaekirezu ni Aishitsuzuketa...) | 4:46  |
| 2. | noesis | 6:01  |
| 3. | Todokanai ai to sitteita no ni oszaekirezu ni aisicuzuketa... (Instrumental) | 4:46  |
| 4. | noesis (Instrumental) | 5:52  |